# Curcubeu
Curcubeu – wieś w Rumunii, w okręgu Prahova, w gminie Balta Doamnei. W 2011 roku liczyła 646 mieszkańców.